# Peter Jöback

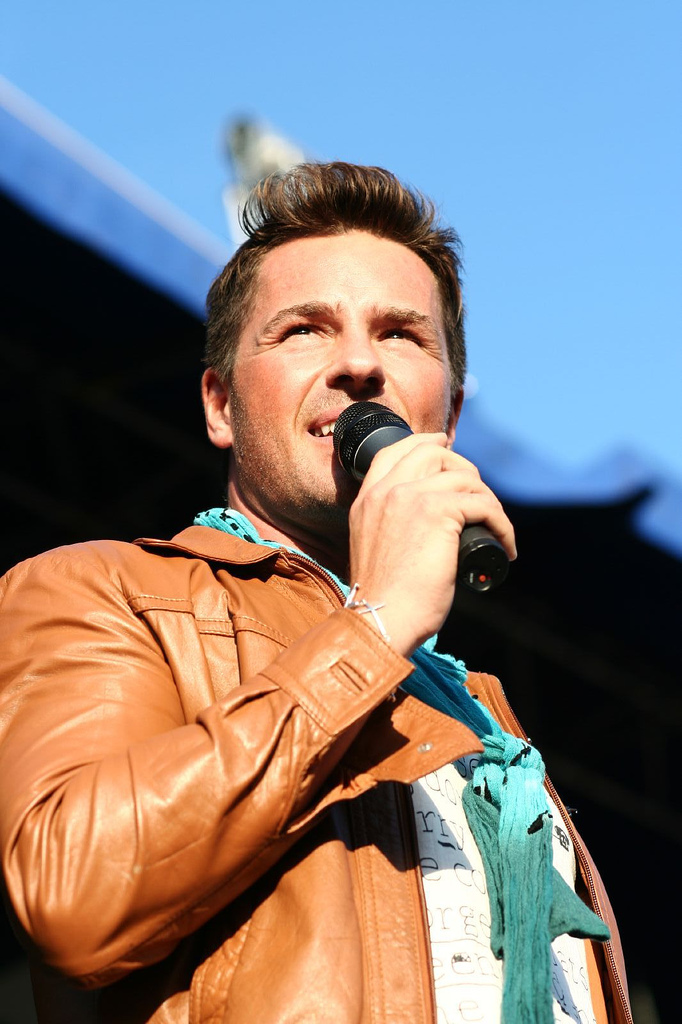
Peter Jöback under Stockholm Pride 2007.

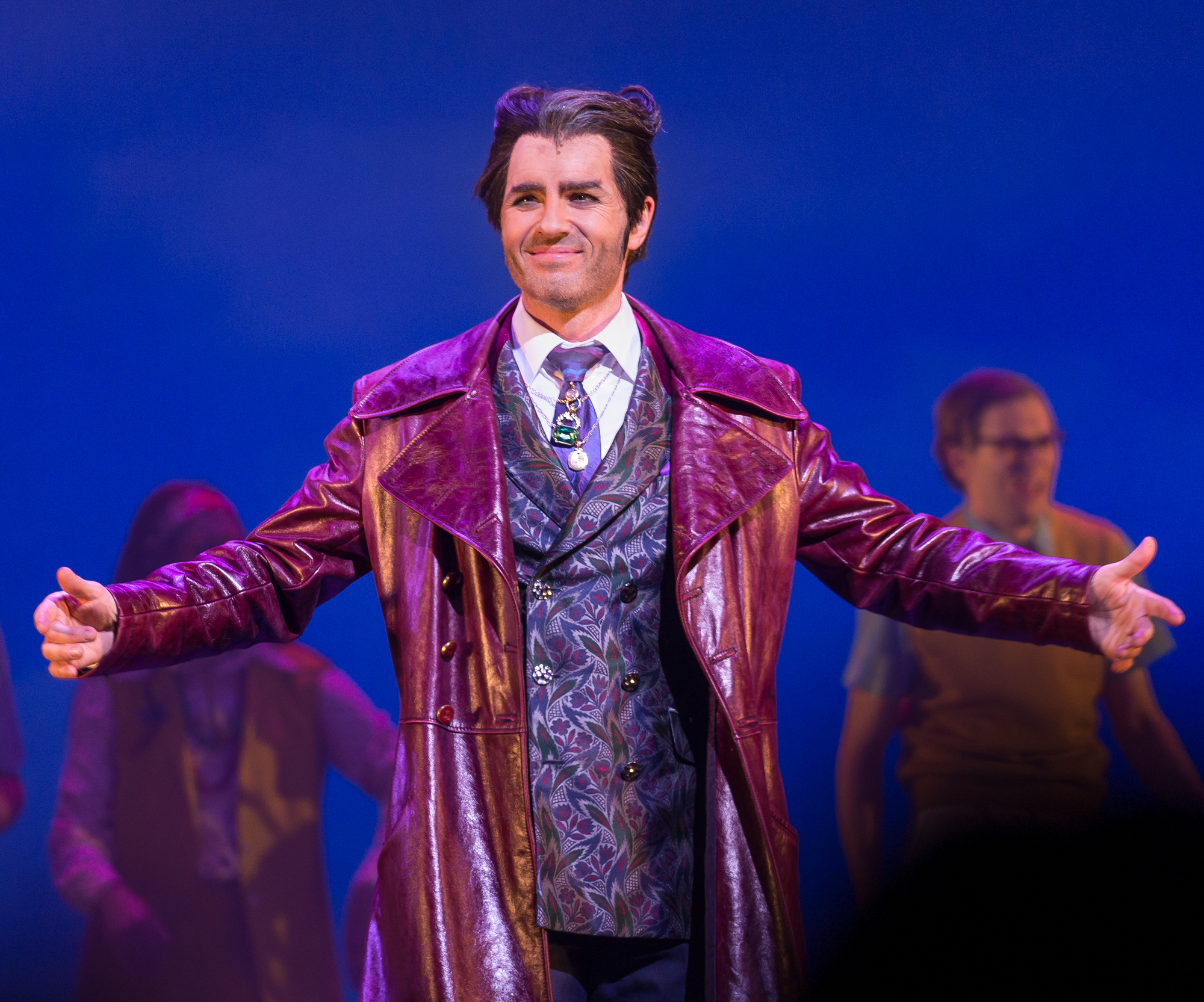
Peter Jöback i Häxorna i Eastwick på Cirkus i Stockholm 2019.

Peter Arne Jöback, född 4 juni 1971 i Farsta församling, Stockholm, är en svensk sångare, skådespelare och artist.

## Biografi

### Musikkarriär
Peter Jöback härstammar från Västra Ämtervik i Värmland, där han tillbringade sommarloven i sin barndom, och från Östergötland. Han utbildade sig vid Adolf Fredriks musikskola och Södra Latin i Stockholm, samt vid Kungliga Musikhögskolan i Stockholm på sångsolistlinjen. Den 11 december 1989 vann han talangtävlingen Talang 89 på Chinateatern genom att sjunga "Anthem" ur musikalen Chess. I Melodifestivalen 1990 slutade han dock näst sist med låten "En sensation". 1992 sjöng han duett med den svenska sångerskan Towe Jaarnek. Sången hette "More Than a Game" och var den officiella sången för Europamästerskapet i fotboll 1992.
Jöbacks stora genombrott blev i rollen som Robert i Kristina från Duvemåla. Med sångnumret "Guldet blev till sand", som släpptes i samband med en studioinspelning av musikalmusiken, låg Jöback 110 veckor på Svensktoppen åren 1997–1999.
År 2000 prövade han på en popkarriär med singeln "Higher", som blev den mest spelade svenska låten. Samma år blev han utnämnd till årets artist av NRJ och Tracks.
Två av Jöbacks album bär titeln Det här är platsen (april 2004) och Storybook (2004). Hittillsvarande singlar är "Du har förlorat mer än jag" (april 2004) och "Sommarens sista sång" (augusti 2004). Jöbacks album Flera sidor av samma man (2006) var Sveriges mest sålda album 2006.
Jöbacks julalbum Jag kommer hem igen till jul släpptes 2002 och har omnämnts som ”tidernas julskiva”. Under albumets tioårsjubileum släppte Jöback sin första bok med samma namn. Två av Jöbacks TV-sända konserter har blivit nominerade till Silverrosen på filmfestivalen i Montreux.
Under 2008 gav sig Jöback tillsammans med Eva Dahlgren ut på en omfattande sommarturné under namnet Himlen är inget tak. Tillsammans gjorde de även ett livealbum med samma namn till förmån för Röda Korset. Under samma år påbörjade Peter Jöback sitt engagemang i "World Childhood Foundation".
Jöback flyttade under 2009 till East Village i New York, under tiden där påbörjades inspelningen av albumet ”East Side Stories”, ett album fyllt av Jöbacks personliga favoriter ur den moderna låtskatten. Albumet spelades in i Woodstock, och innehåller duetter med bland andra Sia Furler och The B-52’s Kate Pierson. Den svenske filmaren Anders Hallberg följde Jöback i New York. Materialet blev till dokumentären Happy, Handsome and Unknown som sändes på NRK och SVT där tittarna fick följa Jöback i hans mer anonyma liv i New York.
Hösten 2011 släpptes Jöbacks franska album La vie, l'amour, la mort (Livet, kärleken, döden). Låtarna är en blandning av nyskrivna och klassiska franska sånger med specialöversättningar av Annika Norlin och Andreas Mattsson. En kortfilm spelades in under regi av Magnus Renfors där Jöback gestaltar sitt franska alter-ego, kortfilmen blev även den Grammisnominerad.
2012 visades Jöbacks TV-serie på SVT Med hjärtat som insats där tittarna fick följa Jöback i fotspåren av några av världens största musikikoner: Frank Sinatra, Brel och Dietrich. Tre nyskrivna singlar av Andreas Mattson, Rebekka Karijord och Nina Kinert i produktion av Tobias Fröberg gavs ut i samband med serien. Serien sändes även på NRK och YTL.
Den 18 juni 2010 medverkade han vid Riksdagens galakonsert för kronprinsessan Victoria och Daniel Westling i Stockholms konserthus. Jöback var även en av gästerna på parets bröllop den 19 juni 2010. Jöback sjöng "The First Time I Ever Saw Your Face" på vigseln mellan prinsessan Madeleine och Chris O'Neill i juni 2013.
2013 blev Jöback första svenska artisten att uppträda på Radio City Music Hall under Tony Awards, då han tillsammans med Samantha Hill framförde titelspåret från The Phantom of the Opera.
Den 3 februari 2014 blev Jöback vald till "Årets artist" på QX Gaygala han framförde låten "Annars vore jag inte jag" på galan som sändes på TV4.
I maj 2014 gjorde han debut i Japan när han medverkade i den årliga upplagan av "Music Meets Symphony" på Tokyo Forum Hall. I slutet av 2014 gjorde Jöback tre konserter i London. "An Evening with Peter Jöback", på St James Theatre Studio den 3, 4 och 5 november.

### Melodifestivalen
Jöback har deltagit två gånger i Melodifestivalen. I Melodifestivalen 1990 slutade han näst sist med låten "En sensation". Den 3 december 2009 avslöjades Jöback på Kulturnyheterna som den tredje jokern i Melodifestivalen 2010, med bidraget "Hollow" skrivet av Fredrik Kempe samt Anders Hansson. Låten tävlade i den fjärde deltävlingen i Malmö den 27 februari 2010, där den gick som nummer två till finalen. I finalen den 13 mars i Globen kom Jöback på en nionde och näst sista plats.

### Teater, musikal och film
Jöback blev tidigt engagerad i flera teaterföreställningar, till exempel Sound of Music (där han som tioåring spelade rollen som Kurt) och Snövit. Karriären fortsatte med roller i Grease, Fame och Musical Express, innan genombrottet kom med rollen som Robert i Benny Anderssons och Björn Ulvaeus musikal Kristina från Duvemåla 1995. Med sitt stora nummer "Guldet blev till sand" låg han 110 veckor på Svensktoppen.
Sir Cameron Mackintosh var den som tog Jöback till West End i London för att spela Chris i Miss Saigon, som ledde till att Mackintosh valde honom att spela Michael i originaluppsättningen av The Witches of Eastwick, båda på Drury Lane Theatre. Jöback spelade även konferencier i Cabaret först i Danmark och sedan i Stockholm på Tyrol 2006 och på Rondo i Göteborg 2007, för den rollen fick Jöback sin andra guldmask, i den svenska uppsättningen var Jöback även konstnärlig producent.
Jöback medverkade i den svenska dubbningen av Disneyfilmen Aladdin 1992, där han bland annat sjöng en duett med Myrra Malmberg i låten "En helt ny värld", den svenskspråkiga versionen av "A Whole New World". 1995 gjorde Peter även rösten till Stinkie i Casper och 1999 gestaltade han rösten till "Stuart Little" i den svenska versionen av filmen med samma namn.
Under 2005 fungerade Jöback som en av fyra H.C. Andersen-ambassadörer i Sverige.
Mellan mars och september 2012 medverkade Jöback som fantomen i West End-uppsättningen av The Phantom of the Opera på Royal Albert Hall i London. Där blev han även presenterad som nästa Phantom. Den 29 april 2013 hade Jöback premiär som fantomen i Broadway-uppsättningen av samma musikal på The Majestic Theatre i New York.
Säsongen 2013–2014 sågs Jöback som titelrollen i musikalen Sweeney Todd på Stockholms stadsteater där han spelade mot Vanna Rosenberg.
Den 11 september 2014 var premiären för musikalen Livet är en Schlager där Jöback gör en tolkning av transsexuella Candy Darling. Musikalen är sammansatt av Jonas Gardell och Fredrik Kempe och är baserad på Gardells film Livet är en schlager från år 2000.
16 september 2016 var premiären för The Phantom of the Opera på Cirkus i Stockholm där Jöback spelar the Phantom.

### Turnéer
2010 gjorde Jöback en omfattande turné (48 platser) med trio i Skandinavien som avslutades på Hamburger Börs i Stockholm våren 2011. Det var andra gången Jöback huserade på Börsen, första gången var 1998 som den yngste artisten någonsin.
Tidigare 2010 gjorde Jöback, tillsammans med Helen Sjöholm och Radiosymfonikerna, en konsertföreställning av Sondheim-sånger i samband med dennes 80-årsdag.
Den 19 oktober 2012 hade Jöbacks turné under namnet I Love Musicals premiär i Scandinavium, Göteborg. Tillsammans med solisterna Ma-Anne Dionisio, Katy Treharne, James Greeme och Michael McCarthy sjöng de musikallåtar ur flera klassiska musikaler under ledning. Turnén hade fem stopp och tog sig även till Spectrum i Oslo. Den 27 september 2013 gav sig Jöback ut på en andra turné under namnet I Love Musicals - The Broadway Edition tillsammans med solisterna Helen Sjöholm, Gunilla Backman, Ma-Anne Dionisio, Norm Lewis och Scarlett Strallen. Turnén hade sju stopp och avslutades i Globen i Stockholm. Delar av konserten i Globen spelades in och sändes i TV4 samt i P4 Live under namnet Tillbaka från Broadway - en musikalkväll med Peter Jöback. Musikalerna följdes senare upp av ett album med titeln I Love Musicals - The Album som han spelat in med Stockholm Sinfonietta under ledning av David White. Albumet innehåller musikalklassiker samt "Annars vore jag inte jag" skriven av Jonas Gardell och Fredrik Kempe.

### Privatliv
Peter Jöback är son till sångerskan Monica Lind. Den 25 juni 2010 (midsommarafton) gifte sig Peter Jöback med sin sambo sedan 2004, Oscar Nilsson, på Cirkus i Stockholm.
Jöback berättade i Skavlan den 9 oktober 2009 att han som barn blev utsatt för sexuella övergrepp.

## Diskografi

### Album
| År   | Titel                                                | Top 60 Albumhitlistan Sverige | VG Lista - Album Top 40 Norge |
| ---- | ---------------------------------------------------- | ----------------------------- | ----------------------------- |
| 1993 | Peter Jöback                                         | -                             | -                             |
| 1997 | Personliga val                                       | #2 (20 veckor)                | -                             |
| 2000 | Only When I Breathe                                  | #1 (21 veckor)                | -                             |
| 2002 | I Feel Good and I'm Worth It                         | #2 (8 veckor)                 | -                             |
| 2002 | Jag kommer hem igen till jul                         | #1 (13 veckor)                | #4 (12 veckor)                |
| 2004 | Det här är platsen                                   | #1 (26 veckor)                | -                             |
| 2004 | Storybook                                            | #1 (22 veckor)                | #3 (13 veckor)                |
| 2006 | Flera sidor av samma man                             | #1 (36 veckor)                | #5 (12 veckor)                |
| 2007 | Cabaret - liveupptagning från musikalen              | #7 (2 veckor)                 | -                             |
| 2007 | Människor som du och jag                             | #2 (19 veckor)                | #12 (7 veckor)                |
| 2008 | Himlen är inget tak (Peter Jöback och Eva Dahlgren)  | - (x)                         | -                             |
| 2008 | En god Jul och ett gott nytt år                      | - (+)                         | #8 (6 veckor)                 |
| 2009 | East Side Stories                                    | #5 (9 veckor)                 | #37 (2 veckor)                |
| 2010 | En kväll med Peter Jöback                            | #27 (1 vecka)                 | -                             |
| 2011 | Livet, Kärleken och Döden – La Vie, L’Amour, La Mort | #2 (8 veckor)                 | #36 (1 vecka)                 |
| 2012 | Jag kommer hem igen till jul – Jubileumsutgåva       | #16 (17 veckor)               | -                             |
| 2013 | I Love Musicals – The Album                          | #2 (15 veckor)                | -                             |

() = Antal veckor på Top 60 Album Hitlistan står inom parentes.
- (x) Himlen är inget tak fanns endast till försäljning vid konserterna under turnén med Eva Dahlgren.[27]
- (+) En god Jul och ett gott nytt år sålde över 150 000 ex., men gick bara att köpa på Ica-butikerna vilket gjorde den ogiltig för Albumhitlistan.[28]

### Singlar
| År   | Titel | Sverigetopplistan Singel | Svensktoppen Sverige | Trackslistan Sverige | Album                                                |
| ---- | --- | ------------------------ | -------------------- | -------------------- | ---------------------------------------------------- |
| 1990 | "En sensation" | -                        | -                    | -                    | Melodifestival 1990 (Blandade artister)              |
| 1990 | "Let's Kiss (Like Angels Do)" | -                        | -                    | -                    |                                                      |
| 1991 | "This Time" | -                        | -                    | -                    |                                                      |
| 1992 | "More Than a Game" (Towe & Peter Jöback) | #30 (2 veckor)           | -                    | #16 (2 veckor)       | Towe (Towe)                                          |
| 1993 | "Du är min längtan" | -                        | -                    | -                    | Peter Jöback                                         |
| 1993 | "Det ingen annan vet" | -                        | -                    | -                    | Peter Jöback                                         |
| 1993 | "Nu när jag funnit dig" | -                        | -                    | -                    | Peter Jöback                                         |
| 1997 | "Guldet blev till sand" | #2 (40 veckor)           | #1 (110 veckor)      | -                    | Kristina från Duvemåla (musikal)                     |
| 1997 | "En sång om oss" | #27 (7 veckor)           | #2 (14 veckor)       | -                    | Personliga val                                       |
| 1998 | "Vem ser ett barn" | -                        | -                    | -                    | Personliga val                                       |
| 1998 | "Tusen röster" (Artister för Amnesty : Dilba, Stephen Simmonds, Mauro Scocco, Plura Jonsson, Lisa Nilsson, Uno Svenningsson, Meja, Peter Jöback) | -                        | #9 (1 vecka)         | -                    | För Amnesty (välgörenhetsskiva)                      |
| 1999 | "Hon ser inte mig" | #41 (1 vecka)            | -                    | -                    | Asterix & Obelix möter Caesar (soundtrack)           |
| 2000 | "Higher" | #2 (14 veckor)           | -                    | #3 (8 veckor)        | Only When I Breathe                                  |
| 2000 | "Tonight" | #25 (7 veckor)           | -                    | #8 (3 veckor)        | Only When I Breathe                                  |
| 2001 | "Under My Skin" | #37 (3 veckor)           | -                    | #22 (1 vecka)        | Only When I Breathe                                  |
| 2002 | "Sinner" | #36 (6 veckor)           | -                    | #19 (1 vecka)        | I Feel Good And I'm Worth It                         |
| 2002 | "She's Like A Butterfly" | -                        | -                    | -                    | I Feel Good And I'm Worth It                         |
| 2002 | "Jag kommer hem igen till jul" | #21 (15 veckor)          | #10 (2 veckor)       | -                    | Jag kommer hem igen till jul                         |
| 2003 | "Gå inte förbi" (Peter Jöback & Sissel Kyrkjebø)                                                                                                 | #6 (9 veckor)            | -                    | -                    | Jag kommer hem igen till jul (nyutgåva)              |
| 2004 | "Du har förlorat mer än jag" | #15 (3 veckor)           | #10 (1 vecka)        | -                    | Det här är platsen                                   |
| 2004 | "Sommaren sista sång" | -                        | #7 (2 veckor)        | -                    | Det här är platsen                                   |
| 2015 | "Wings Of A Swan" | -                        | -                    | -                    | Mit Eventyr (musikal)                                |
| 2015 | "Here and Now" (Julie & Peter Jöback) | -                        | -                    | -                    | Julie (Julie)                                        |
| 2006 | "Jag blundar i solens sken" | #37 (4 veckor)           | #6 (12 veckor)       | -                    | Flera sidor av samma man: 34 sånger 1990 - 2006      |
| 2006 | "Jag står för allt jag gjort" | -                        | #13 (1 vecka)        | -                    | Flera sidor av samma man: 34 sånger 1990 - 2006      |
| 2007 | "Italy vs Helsinki" (Laakso & Peter Jöback) | #28 (1 vecka)            | #14 (1 vecka)        | #4 (6 veckor)        | Mother, Am I Good Looking? (Laakso)                  |
| 2007 | "Stockholm i natt" | #4 (15 veckor)           | #2 (22 veckor)       | -                    | Människor som du och jag                             |
| 2007 | "Han är med mig nu" (Peter Jöback & Annika Norlin)                                                                                               | -                        | #11 (1 vecka)        | #5 (6 veckor)        | Människor som du och jag                             |
| 2008 | "Hur hamnade jag här" | -                        | #15 (1 vecka)        | -                    | Människor som du och jag                             |
| 2008 | "Himlen är inget tak" (Eva Dahlgren & Peter Jöback)                                                                                              | #36 (1 vecka)            | #14 (1 vecka)        | -                    | Himlen är inget tak                                  |
| 2008 | "Änglar i snön" | -                        | #14 (1 vecka)        | -                    | En god Jul och ett gott nyttår                       |
| 2009 | "Sing" (Peter Jöback & Kate Pierson) | -                        | -                    | #10 (5 veckor)       | East Side Stories                                    |
| 2009 | "Somebody" | -                        | -                    | -                    | East Side Stories                                    |
| 2009 | "Absent Friends" | -                        | -                    | -                    | East Side Stories                                    |
| 2010 | "Hollow" | #8 (5 veckor)            | #7 (2 veckor)        | -                    |                                                      |
| 2010 | "Inte redo än" | -                        | -                    | -                    |                                                      |
| 2011 | "Räddaren i nöden" | -                        | #12 (1 vecka)        | -                    |                                                      |
| 2011 | "Jag har dig nu" (Peter Jöback avec Izabella Scorupco)                                                                                           | -                        | #12 (1 vecka)        | -                    | Livet, Kärleken och Döden – La Vie, L’Amour, La Mort |
| 2011 | "Släpp in mig" | -                        | #11 (1 vecka)        | -                    | Livet, Kärleken och Döden – La Vie, L’Amour, La Mort |
| 2012 | "The Start of Something Grand" | -                        | -                    | -                    | Med hjärtat som insats (TV)                          |
| 2012 | "This Song of Mine" | -                        | -                    | -                    | Med hjärtat som insats (TV)                          |
| 2012 | "Walls" | -                        | -                    | -                    | Med hjärtat som insats (TV)                          |
| 2012 | "Jul nu igen" | -                        | -                    | -                    | Jag kommer hem igen till jul - Jubileumsutgåva       |
| 2013 | "En andra chans" | -                        | #12 (1 vecka)        | -                    |                                                      |
| 2013 | "Annars vore jag inte jag" | -                        | -                    | -                    | I Love Musicals - The Album                          |
| 2014 | "När jag faller" (Helen Sjöholm & Peter Jöback)                                                                                                  | -                        | -                    | -                    | Livet är en schlager (musikal)                       |
| 2016 | "Sing Me Out" (Ola Salo & Peter Jöback) | # 102 (3 veckor)         | -                    | -                    |                                                      |

() = Antal veckor på Top 60 Singel Hitlistan ,  Svensktoppen  och Trackslistan  står inom parentes.

#### Övriga låtar på listan
| År   | Titel                                         | Sverigetopplistan Singel | Svensktoppen Sverige | Trackslistan Sverige | Album                                    |
| ---- | --------------------------------------------- | ------------------------ | -------------------- | -------------------- | ---------------------------------------- |
| 2003 | "Snön föll"                                   | # 82 (1 vecka)           | #9 (1 vecka)         | -                    | Jag kommer hem igen till jul             |
| 2012 | "Decembernatt (Halleluja)"                    | #31 (9 veckor)           | -                    | -                    | Jag kommer hem igen till jul             |
| 2012 | "Jul, jul, strålande jul"                     | #48 (2 veckor)           | -                    | -                    | Jag kommer hem igen till jul             |
| 2015 | "O helga natt"                                | #115 (1 vecka)           | -                    | -                    | Jag kommer hem igen till jul             |
| 2015 | "En julsaga" (Cookies N Beans & Peter Jöback) | #58 (1 vecka)            | -                    | -                    | God Jul & Gott Nytt År (Cookies N Beans) |

() = Antal veckor på Top 60 Singel Hitlistan ,  Svensktoppen  och Trackslistan  står inom parentes.

### Andra album & inspelningar
- 1992: Rockmusikalen Grease

Kompositör - Thomas Sundström (Blandade artister)
- 1993: Aladdin (Soundtrack)

Fame – The Musical
- 1994: Aladdin Jafars Återkomst (Soundtrack)
- 1996: Kristina från Duvemåla: Den kompletta utgåvan
- 1998: Fine by Me (album av Lizette)

För Amnesty (välgörenhetsskiva)
- 1999: Kristina Från Duvemåla - 16 favoriter

Där regnbågen slutar (Where the Rainbow Ends)  (soundtrack - promo)
- 2000: The Witches of Eastwick (musikal)
- 2001: Osannolikt svenskt (Blandade artister)
- 2004: Julie (album av danska sångerskan Julie)
- 2005: Gerda - En sångsaga (konceptalbum för en outgiven musikal)

Rhapsody In Rock – The 2005 Summer Tour (DVD av Robert Wells)
- 2006: Nära Mig (album av Gunilla Backman)
- 2007: A Finer Dawn (album av Sarah Dawn Finer)

Inside I'm Singing (album av Secret Garden)

## Roller

### Teater
- 1982–1983: Mio, min Mio
- 1982 – Kurt i Sound of Music av Richard Rodgers och Oscar Hammerstein, regi Stig Olin, Folkan[32]
- 1983–1984: Snövit
- 1984–1985: Kavallerijungfrun
- 1988: Här & nu
- 1990: Melodifestivalen
- 1991–1992: Grease
- 1993: Aladdin
- 1993 – Fame av Steven Margoshes och Jacques Levy, regi Runar Borge, Chinateatern[33]
- 1994: Djungelboken
- 1994–1995: Musical Express 1 & 2
- 1995–1998: Kristina från Duvemåla
- 1997: Peter Jöback – A Musical Voyage
- 1997: Miss Saigon, in London
- 1998: Peter Jöback Show
- 1998: Personliga val – Live
- 1998: Jesus Christ Superstar
- 1999: Där regnbågen slutar
- 2000: The Witches of Eastwick, in London
- 2000: Stuart Little
- 2003: Jag kommer hem igen till jul - konserter
- 2003: Cabaret, in Köpenhamn
- 2004: "Peter Jöback Live"
- 2004: "Storybook - konserterna"
- 2004: "Sissel Kyrkejebo - Julkonserter
- 2005: Concert Tour in Norway - Storybook
- 2005: Rhapsody in Rock, Sweden tour
- 2006: Cabaret, in Stockholm
- 2007: Cabaret, in Göteborg
- 2007: "Elva veckor, elva städer"
- 2008 – Medverkande i Snurra min jord, hyllningsföreställning till Lars Forssell, regi Lars Löfgren, Vasateatern[34]
- 2008:  En julkonsert'- jag kommer hem igen till jul"
- 2008: "Himlen är inget tak"
- 2008: "Vårturné i Norge"
- 2009: En julkonsert- jag kommer hem igen till jul"
- 2010: "Stjärnklart"
- 2010: "En kväll med Peter Jöback"
- 2010: "Hyllningskonsert till Stephen Sondheim 80 år"
- 2011: "Livet, kärleken, döden - konserterna"
- 2011: "Sing-a-long musikal"
- 2011: "Adam & Eves sommarturné"
- 2011: "En kväll med Peter Jöback - Hamburger Börs"
- 2012: The Phantom of the Opera, Her Majesty's Theatre, London
- 2012: "I Love Musicals turné"
- 2013: The Phantom of the Opera, The Majestic Theatre, New York
- 2013: "I Love Musicals - The Broadway edition turné"
- 2013/2014: "Sweeney Todd" - Stadsteatern, Stockholm
- 2016: The Phantom of the Opera, Cirkus, Stockholm
- 2019/2020: Häxorna i Eastwick, Cirkus, Stockholm
- 2022: Jesus Christ Superstar - turné.[35]

### TV och film
- 1992 – Aladdin (Röst)
- 1999 – Där regnbågen slutar
- 2008 – Kommissarien och havet - I denna ljuva sommartid (TV-serie)
- 2015 – Modus (TV-serie)
- 2017–2018 – Stjärnorna på slottet  (TV-serie)
- 2018 – Hellenius hörna (TV-serie)
- 2019 – Jag kommer hem igen till jul
- 2021 – Så mycket bättre (TV-serie)
- 2023 – Önskan (film) (Röst)

## Utmärkelser och priser
- Medaljen Litteris et Artibus i guld 2021 för framstående konstnärliga insatser inom svenskt musikliv[36]